# Propagación de ondas

Propagación de un paquete de ondas. La combinación lineal de varias ondas genera estos paquetes de ondas.

La propagación de una onda puede interpretarse haciendo uso del modelo de la cadena lineal. Esta cadena está compuesta de una serie de partículas de igual masa separadas de resortes también iguales.puede verse sometida a efectos de reflexión, refracción y difracción, Este modelo permite explicar el comportamiento de los cuerpos elásticos y por lo tanto la propagación de las ondas mecánicas.
En el caso de las ondas sonoras y de la luz, se acostumbra analizar a una onda como la suma de ondas sinusoidales simples. Este es el principio de superposición lineal. En contraste, cuando uno observa cuidadosamente las ondas en la superficie del agua, uno ve que para su descripción dicho principio no se puede aplicar en general, excepto cuando ocurren pequeñas amplitudes. El estudio de las ondas de amplitud pequeña en el agua fue uno de los tópicos principales de la física del siglo XIX. Durante mediados del siglo XX, el estudio de muchos fenómenos no lineales cobraron especial importancia; por ejemplo, los haces de láseres en la óptica no lineal y las ondas en gases de plasmas exhiben fenómenos no lineales.
La importancia de tales fenómenos ha llevado a estudios más cuidadosos, lo que ha revelado que la propagación de ondas no lineales sean considera como entidades fundamentales en los ondulatorios. A las ondas estables en un medio de respuesta no lineal y dispersivo se les conoce como solitones.
El problema anterior motivó que, a principios de 1950, Enrico Fermi, John Pasta y Stanislam Ulam (FPU), llevaran al cabo experimentos numéricos en cadenas de osciladores con potenciales de interacción no armónicos. Pensaron que si la energía se colocaba en el modo de oscilación más bajo (modo de longitud de onda más largo), eventualmente tomaría lugar la equipartición de la energía. El tiempo de relajación para que esto ocurriera proporcionaría una medida del coeficiente de difusión. Para la sorpresa de Fermi y sus colegas la energía del sistema no se "termalizó". Solo una fracción de la energía se repartió entre los demás modos y en, un tiempo posterior, largo pero finito, casi la misma cantidad de energía de volvía a concentrar en el modo más bajo. Este se conoce en mecánica como un fenómeno de recurrencia, similar al que se observa en el movimiento de dos péndulos acoplados, en los que la energía de oscilación permanece en un modo cierto tiempo y después pasa a otro. Resulta que el tiempo de recurrencia para un número suficientemente grande de osciladores acoplados excede cualquier tiempo de observación física 
La explicación de este descubrimiento permaneció en un misterio hasta que Norman Zabusky y Martin Kruskal comenzaron a estudiar nuevamente este sistema a principios de 1960. El hecho de que solo se "activaran" los modos de orden más bajo (longitud de onda larga), les condujo a proponer una aproximación continua del sistema y estudiar la ecuación diferencial parcial llamada KdV.
Esta ecuación había sido obtenida en 1885 por D.J. Korteweg y Gustav de Vries en la descripción de la propagación de ondas de longitud de onda larga, en aguas poco profundas.